# Vem vet?
«Vem vet?» es una canción en sueco escrita y grabada por Lisa Ekdahl, y publicado como sencillo de su álbum debut homónimo de 1994. El sencillo alcanzó el puesto #4 tanto en Suecia como en Noruega. En el Eurochart Hot 100, «Vem vet?» alcanzó el puesto #56. La canción también se registró en el Svensktoppen durante un total de 10 semanas entre el 12 de marzo y el 14 de mayo de 1994, encabezando la lista el 9 de abril de ese año. La canción recibió una importante difusión radial en Suecia, Dinamarca y Noruega durante todo el año.

## Créditos y personal
Créditos adaptados desde las notas de álbum.
- Lisa Ekdahl – voz principal, guitarra
- Gunnar Nordén – productor, mezclas
- Fredrik Andersson – mezclas, ingeniero de audio
- Karl-Magnus – fotografía, diseño de portada

## Posicionamiento

### Gráficas semanales
| Gráfica (1994)             | Pico de posición |
| -------------------------- | ---------------- |
| Europa (Eurochart Hot 100) | 56               |
| Noruega (VG-lista)         | 4                |
| Suecia (Sverigetopplistan) | 4                |

### Gráfica de fin de año
| Gráfica (1994)             | Pico de posición |
| -------------------------- | ---------------- |
| Suecia (Sverigetopplistan) | 25               |